# Ramón Miérez
Ramón Nazareno Miérez (Resistencia, 13. svibnja 1997.) je argentinski nogometaš koji igra na poziciji napadača. Trenutačno igra za Al Jaziru.

## Klupska karijera
Svoju profesionalnu karijeru započeo je u argentinskom klubu Tigre. U srpnju 2018. godine, stigao je na posudbu u hrvatskog prvoligaša Istru. Nakon odlične sezone u Istri, gdje je u 22 ligaška nastupa upisao devet pogodaka, privukao je interes mnogih klubova.
Dana 14. lipnja 2019. godine, Miérez je potpisao za španjolskog prvoligaša Deportivo Alavés. Već 5. kolovoza, poslan je na jednogodišnju posudbu u drugoligaša Tenerife. Nakon što se nije snašao u novom klubu, vraćen je u Alaves i poslan na sljedeću posudbu, ovaj puta u Osijek.
U sezoni 2020./21., Miérez je zablistao i završio sezonu kao najbolji strijelac lige s 22 pogotka. Dana 13. svibnja 2021. godine, Osijek je iskoristio pravo otkupa ugovora od Alavesa za 2,5 milijuna eura. Odličnu sezonu ponovio je i u sezoni 2023./24., kada je sa 19 pogodaka bio najbolji strijelac lige.
Krajem ljetnog prijelaznog roka 2024. godine, Miérez je neočekivano napustio klub i potpisao za arapsku Al Jaziru. Prvi pogodak za Al Jaziru, postigao je u debitantskom nastupu protiv Al Bataeha u arapskom liga kupu.

## Reprezentativna karijera
Miérez je do sada skupio pet nastupa za reprezentaciju Argentine do 20 godina. Za seniorsku reprezentaciju za sada još nema nastupa.

## Priznanja

### Individualna
- Najbolji strijelac 1. HNL/HNL: 2020./21., 2023./24.
- Najbolji igrač Prve HNL, Žuta majica Sportskih novosti: 2021., 2024.

## Vanjske poveznice
- Profil na Transfermarktu
- Profil na Soccerwayju